# Tetsuya Okabe
Tetsuya Okabe (岡部 哲也?, Okabe Tetsuya; Otaru, 15 maggio 1965) è un ex sciatore alpino giapponese.

## Biografia
Specialista delle prove tecniche originario di Akaiwa, Okabe debuttò in campo internazionale ai Mondiali juniores di Auron 1982; in Coppa del Mondo ottenne il primo piazzamento il 6 gennaio 1985 a La Mongie in slalom speciale (15º) e ai XV Giochi olimpici invernali di Calgary 1988, sua prima presenza olimpica, si classificò 28º nello slalom gigante e 12º nello slalom speciale. In Coppa del Mondo conquistò due podi, entrambi in slalom speciale: il 22 marzo 1988 a Oppdal (2º) e il 12 gennaio 1990 a Schladming (3º).
Sempre in slalom speciale fu al cancelletto di partenza dei XVI Giochi olimpici invernali di Albertville 1992, dove si piazzò al 18º posto, e dei XVII Giochi olimpici invernali di Lillehammer 1994, sua ultima presenza olimpica, dove non completò la gara; si ritirò durante la stagione 1994-1995 e la sua ultima gara fu lo slalom speciale di Coppa del Mondo disputato il 19 febbraio a Furano, non completato da Okabe. Non ottenne piazzamenti iridati.

## Palmarès

### Coppa del Mondo
- Miglior piazzamento in classifica generale: 22º nel 1990

### Coppa Europa
- Miglior piazzamento in classifica generale: 5º nel 1987
- Vincitore della classifica di slalom speciale nel 1987